# Neofusicoccum macroclavatum
Neofusicoccum macroclavatum är en svampart som först beskrevs av T.I. Burgess, Barber & G.E. Hardy, och fick sitt nu gällande namn av T. Burgess, Barber & G.E. Hardy 2006. Neofusicoccum macroclavatum ingår i släktet Neofusicoccum och familjen Botryosphaeriaceae.   Inga underarter finns listade i Catalogue of Life.